# Sakowczyk
Sakowczyk – wieś w Polsce położona w województwie podkarpackim, w powiecie leskim, w gminie Solina. Przez wieś przebiega droga wojewódzka nr 894.
W połowie XIX wieku właścicielem posiadłości tabularnej w Sakowczyku był hr. Karol Łoś.
W latach 1975–1998 miejscowość administracyjnie należała do województwa krośnieńskiego.